# Forcipomyia neowirthi
Forcipomyia neowirthi är en tvåvingeart som beskrevs av Ryszard Szadziewski och Art Borkent 2003. Forcipomyia neowirthi ingår i släktet Forcipomyia och familjen svidknott. Inga underarter finns listade i Catalogue of Life.